# Конюхівський замок
Конюхівський замок — втрачена оборонна споруда в селі Конюхах Козівської громади Тернопільського району Тернопільської области України.

## Відомості
У XVI ст. С. Вендлінський спорудив замок.
На час козацького повстання під проводом Богдана Хмельницького замок в у 1648 році був захоплений і зруйнований повстанцями.
У XVIII ст. Потоцькі перебудували замок на палац.
Під час Першої світової війни люди ховались під час боїв (Бельгійський бронедивізіон і УСС) у довгих підвалах, розташованих в районі імовірного замку. На карті ХІХ ст. знаходимо замок.
Місцеві жителі кажуть, що замок був зменшеною копією Бережанського.